# HK Dinamo Minsk (handboll)
HK Dinamo Minsk (belarusiska: Гандбольный клуб Динамо Минск) var en belarusisk handbollsklubb från Minsk, bildad 2008 och nedlagd 2014. Klubben blev belarusiska mästare fem gånger (2009, 2010, 2011, 2012 och 2013).

## Meriter
- Belarusiska mästare fem gånger: 2009, 2010, 2011, 2012 och 2013

## Spelare i urval
- Dean Bombač (2013–2014)
- Pavel Atman (2010–2013)
- Rade Mijatović (2012–2013)
- Ratko Nikolić (2012–2013)
- Dimitrije Pejanović (2012–2014)
- Serhij Onufrijenko (2009–2013)